# Juan Francisco Manzano
Pour les articles homonymes, voir Manzano (homonymie).
Juan Francisco Manzano, né en 1797 à La Havane et mort en 1854 dans la même ville, est un écrivain cubain, né esclave, auteur de poèmes et d'une autobiographie, Autobiografía de un esclavo.
Etant un esclave urbain, il eut un statut privilégié puisqu'il logeait dans la maison de sa première maîtresse en tant que « chien de salon ».

## Œuvres
- Un esclave-poète à Cuba au temps du péril noir : autobiographie (texte espagnol avec traduction française et commentaires d'Alain Yacou), Karthala, Centre d'études et de recherches caraïbéennes, université des Antilles et de la Guyane, 2004, 155 p. + pl.  (ISBN 2-8458-6560-0)